# East Dunseith
East Dunseith est une census-designated place située dans le comté de Rolette, dans l’État du Dakota du Nord, aux États-Unis. Sa population s’élevait à 500 habitants lors du recensement de 2010. Elle est située au sein de la réserve indienne de Turtle Mountain.

## Démographie
| Groupe            | East Dunseith | Dakota du Nord | États-Unis |
| ----------------- | ------------- | -------------- | ---------- |
| Amérindiens       | 98,6          | 5,4            | 0,9        |
| Blancs            | 1,0           | 90,0           | 72,4       |
| Autres            | 0,4           | 4,6            | 26,7       |
| Total             | 100           | 100            | 100        |
|                   |               |                |            |
| Latino-Américains | 1,6           | 2,0            | 16,7       |

Selon l'American Community Survey, pour la période 2011-2015, 100 % de la population âgée de plus de 5 ans déclare parler anglais à la maison.
| 1990 | 2000 | 2010 | - | - | - |
| ---- | ---- | ---- | - | - | - |
| 260  | 219  | 500  | - | - | - |

## Source
- (en) Cet article est partiellement ou en totalité issu de l’article de Wikipédia en anglais intitulé « East Dunseith, North Dakota » (voir la liste des auteurs).

1. ↑  (en) « Population of North Dakota - Census 2010 and 2000 », sur censusviewer.com.
2. ↑  (en) « East Dunseith, ND Population - Census 2010 and 2000 », sur censusviewer.com.
3. ↑  (en) « Language spoken at home by ability to speak English for the population 5 years and over », sur factfinder.census.gov.
4. ↑  (en) « Statistiques des États-Unis - Dakota du nord - Profils des comtés de 2010 » (consulté en juin 2021)